# Guido Tschugg
Guido Tschugg (* 14. Mai 1976) ist ein ehemaliger deutscher Mountainbiker, der in verschiedenen Gravity-Disziplinen aktiv war.

## Werdegang
Mit dem Radsport begann Tschugg auf dem BMX, zum Mountainbikesport kam er 1997. Bereits 1998 wurde er Deutscher Meister im Dual Slalom, dem Vorläufer des Four Cross, und Vizemeister im Downhill und gewann bei den Europameisterschaften die Silbermedaille im Dual Slalom.
Tschugg wechselte 2000 offiziell ins Profilager, wo er hauptsächlich Dual Slalom uns später Four Cross-Rennen fuhr, aber auch weiter im Downhill und Freeride aktiv war. 2004 und 2008 wurde er als bisher einziger deutscher Teilnehmer zum Red Bull Rampage eingeladen und belegte 2004 den 10. Platz.
Durch die zunehmende Spezialisierung im Gravity-Bereich konzentrierte sich Tschugg auf den Four Cross. Die Jahre 2004 bis 2008 waren seine erfolgreichsten Jahre als Wettkampfathlet. Im Jahr 2004 erzielte er seinen einzigen Weltcup-Erfolg, insgesamt stand  er siebenmal auf dem Weltcup-Podium. Seine beste Platzierung in der Weltcup-Gesamtwertung erzielte er in der Saison 2008 als Zweiter. Im Jahr 2006 gewann er die Bronzemedaille sowohl bei den UCI-Mountainbike-Weltmeisterschaften als auch den UEC-Mountainbike-Europameisterschaften.
Nachdem die UCI die Disziplin Four Cross aus dem Weltcup-Kalender gestrichen hatte, verabschiedete sich Tschugg 2014 aus dem aktiven Renngeschehen.
Nach seiner Karriere als Mountainbike-Profi ist Tschugg auf E-Mountainbikes umgestiegen. Er selbst ist noch im E-MTB Freeride aktiv und ist als Berater in der Produktentwicklung und als Prototypen-Tester unterwegs, unter anderem für Haibike und Husqvarna. Darüber hinaus ist Tschugg Designer und Erbauer von 4X-Strecken, Dirt-Tracks und Pumptracks und führt Fahrtrainings für MTB durch. 2017 kehrte Tschugg noch einmal für ein paar wenige Rennen zum Rennsport zurück und wurde in Andorra-Vallnord Masters-Weltmeister in der Ü40 im Downhill.

## Erfolge
| 1998 - Europameisterschaften – Dual Slalom DS 1999 - Deutscher Meister – Dual Slalom DS 2001 - Deutscher Meister – Dual Slalom DS 2002 - Deutscher Meister – Dual Slalom DS | 2004 - Deutscher Meister – Four Cross 4X - ein Weltcup-Erfolg – Four Cross 4X 2006 - Weltmeisterschaften – Four Cross 4X - Europameisterschaften – Four Cross 4X |